# Veto (gra karciana)
Szlachecka Gra Karciana Veto! (SGK: Veto) – polska kolekcjonerska gra karciana rozgrywająca się w scenerii XVII-wiecznej Rzeczypospolitej, której historia alternatywna jest inspirowana historią, literaturą oraz legendami (sezon Czarty i Upiory). Gracze kierują frakcjami podczas wolnej elekcji. Celem gry jest osadzenie na tronie swojego kandydata na króla (elekta) lub pokonanie przeciwnej frakcji.
Gra miała wielu współautorów i wydawców oraz dwie edycje – pierwszą w latach 2004–2005 i drugą w latach 2007–2017.

## Historia
Źródła nie są całkowicie zgodne, kto jest autorem gry. Pierwsza edycja gry ukazywała się w latach 2004–2005 i została stworzona i wydana przez Krakowską Grupę Kreacyjną (KGK) w składzie Kuba Janicki, Krzysztof Schechtel, Marcin Tomczyk i Michał Rokita, aczkolwiek w 2015 r. Schechtel stwierdził, że w 2004 wydał grę wspólnie z Tomczykiem. W 2017 r. Michał Machocki do twórców gry zaliczył Krzysztofa Schechtela i Tomasza Majkowskiego. Instrukcja drugiej edycji z 2007 jako autorów wymieniła Krzysztofa Schechtela i Marcina Tomczyka, we współpracy z Piotrem Schmidtke i Mikołajem Kamińskim. Instrukcja edycji z 2009 za autorów wymieniła Krzysztofa Schechtela i Macieja Zasowskiego. Instrukcja drugiej edycji z lat 2011 za autorów wymienia Krzysztofa Schechtela i Marcina Tomczyka z uwagą, że Michał Rokita, Tomasz Majkowski, Jakub Janicki i Tomasz Mazurek byli współautorami pierwszej edycji Veto.
Już po czterech miesiącach twórcy pierwszej edycji szacowali, że w grę gra prawie tysiąc osób. Drugie wydanie ukazywało się w latach 2007–2017 i miało kilku wydawców. Początkowo, w 2007 roku, zostało wydane przez wydawnictwo Imperium. Od czerwca 2009 do 2013 roku wydawcą gry była Kuźnia Gier. W roku 2014 wydawcą gry została Fabryka Gier Historycznych, a w roku 2015 grę przejęło Wydawnictwo Veto. W 2017 Wydawnictwo Veto ogłosiło „tymczasowe zawieszenie działalności wydawniczej”. 
Gra miała aktywną scenę turniejową. Istniał ogólnopolski ranking graczy, a przez kilka lat Fabryka Gier Historycznych organizowała mistrzostwa krajowe pod nazwą Indywidualne Mistrzostwa Polski, a także Elitarny Turniej Sarmacki. W 2009 roku kolekcjonerska edycja gry komputerowej Mount & Blade: Ogniem i mieczem zawierała edycję specjalną Veta.
Recenzent serwisu Poltergeist (polter.pl) w 2009 określił grę jako jedną „z najpopularniejszych polskich karcianek”. Według jednego z twórców złoty okres gry to lata 2009–2012, gdy w Polsce była to druga najpopularniejsza kolekcjonerska gra karciana (po Magic: the Gathering); w tym okresie gra miała rocznie „kilkaset turniejów rocznie, kilkuset aktywnych graczy, a jeszcze więcej cichych zwolenników”. Spadek popularności gry po roku 2012 był wyjaśniany tematyką sezonu Czarty i Upiory, krytykowanego za „odejście od klimatów sienkiewiczowskich” i nacisk na „zjawiska nadprzyrodzone” (np. wprowadzenie postaci takich jak diabeł Boruta czy potworów takich jak utopce), a także konkurencją związaną z rozwojem tytułów LCG (patrz Android: Netrunner). Według artykułu w Komputer Świecie z 2015 gra „przeżywa drugą młodość i znów wkracza w fazę świetności”.
W 2010 ukazał się samodzielny dodatek do gry pt. Veto! Konfrontacja. Veto! otrzymało także spin-offy w postaci gier planszowych Veto: The Boardgame z 2013 (autorzy: Krzysztof Schechtel, Michał Stachyra, Maciej Zasowski) i Liberum Veto z 2016.

### Sezony
Druga edycja gry od 2010 roku ukazywała się w postaci sezonów – powiązanych tematycznie bloków, w których turniejowo legalne są tylko wydane w nich (bądź przedrukowane) karty pochodzące z dodatków aktualnego sezonu. Wcześniej wydane dodatki zostały zaliczone do sezonu podstawowego.
- Podstawowy[7]
  - Podstawka (2007)[7]
  - Charakternicy (2008)[7]
  - Casus belli (2008)[7]
  - Ogniem i Mieczem (2009)[25]
- Warchoły i Pijanice[26][27]
  - Do szabel! (2010)[28]
  - Rębajłowie (2011)[29]
  - Krwi (2011)[27][30]
- Szpiedzy i Dyplomaci[31]
  - W niewoli (2012)[31]
  - Spiskowcy (2012)[31]
  - Królobójstwo (2013)[31]
- Czarty i Upiory[18]
  - Cmentarzysko (2013)[19]
  - Danse Macabre (2014)[19]
  - Malleus Maleficarum (2015)[18]
- Potop[32]
  - Initium Calamitatis Regni (2015)[32]
  - Trudne Czasy (maj 2016)[33]
  - Polonia Invicta (grudzień 2016)[34]
  - Finis Poloniae (2017)[35]

## Mechanika
Gra jest przeznaczona dla dwóch osób. Gracze kierują frakcjami podczas wolnej elekcji. Celem gry jest osadzenie na tronie swojego kandydata na króla (elekta) lub pokonanie przeciwnej frakcji. Gracze zbierają i tworzą talie kart. Karty przedstawiające rozmaitych bohaterów, uzbrojenie, lokacje, manewry szermiercze oraz wydarzenia (zarówno specyficzne, takie jak konkretne bitwy, jak i generyczne z epoki gry). W grze są też żetony (reprezentujące dukaty i głosy na sejm). Dukaty służą do wystawiania bohaterów i ich ulepszania (np. kartami uzbrojenia), natomiast bohaterowie wykonują akcje agitacyjne lub pojedynkują się, zbierając głosy i osłabiając przeciwnika.

### Frakcje
W grze występuje pięć frakcji różniących się stylem gry:
- Awanturnicy – frakcja najbardziej nastawiona na grę agresywną i grabieżczą. Niegdyś (pierwsza edycja) powiązana ze szlacheckimi infamisami i warchołami, później (druga edycja) jej szeregi pełne są kozaków. Elektami Awanturników są Jerzy Sebastian Lubomirski i Bohdan Chmielnicki.
- Dworscy – obejmują głównie centralną Polskę. Główną postacią Dworskich jest Jan Kazimierz Waza, natomiast herbem frakcji jest herb Wazów. Dworscy opierają się na bogactwie i wpływowych postaciach, pozostając poza zasięgiem przeciwnika i unikając pojedynków.
- Radziwiłłowie – ich bazą domową jest Litwa. Sami Radziwiłłowie skupiają się głównie na spiskach i podburzaniu tłumu, wygrywają głównie przez agitację. Elektem Radziwiłłów jest Janusz Radziwiłł.
- Wiśniowieccy – pochodzą z Rusi, skupieni są na walce i wykorzystywaniu sławy, by zdobywać poparcie za pomocą takich osobistości jak Skrzetuski, Podbipięta czy Wołodyjowski. Elektem Wiśniowieckich jest książę Jeremi Wiśniowiecki.
- Osmanowie – pochodzą z Imperium Osmańskiego. Ich początkowym elektem był Jerzy II Rakoczy. W ramach rozwoju fabuły gry w sezonie Szpiedzy i Dyplomaci zyskali oni na krótko panowanie nad Polską (elekt Ibrahim I), lecz wraz z jego końcem ich panowanie zostało zrzucone. Od premiery sezonu Czarty i Upiory frakcja ta przestała być wspierana[20][39].

## Analiza
Gra jest uznawana za jeden z przykładów znaczenia kultury sarmackiej (szlacheckiej, I Rzeczypospolitej) w polskiej popkulturze i branży gier. Veto! wywodzi swoją bezpośrednią inspirację od fabularnej gry Dzikie Pola, a także twórczości Jacka Komudy. Gra zawiera liczne elementy historyczne, ale miesza okresy czasowe, zawiera także elementy ahistoryczne – postacie fikcyjne i elementy fantastyczne. Michał Machocki zauważył, że w grze „występują zmarły w 1610 S. Stadnicki, urodzony w 1612 J. Wiśniowiecki i fikcyjni Atos, Portos i Aramis”, a także inne postacie z książek m.in. Henryka Sienkiewicza czy Jacka Komudy.
Zarówno twórcy gry jak i gracze zgadzają się, że gra ma walory edukacyjne (w kontekście informacji historycznych) i popularyzuje kulturę sarmacką (neosarmatyzm), a także w pewnym stopniu wartości patriotyczne. Machocki zauważa, że „Veto! prezentuje materialne i duchowe dziedzictwo Rzeczypospolitej w sposób szeroki, lecz płytki”. Gra przekazuje informacje historyczne w sposób uproszczony na potrzeby gry, niemniej nawet podstawowy mechanizm gry (zbieranie głosów – „kresek”) zawiera informacje m.in. o systemie wolnej elekcji czy strukturze społecznej (brak prawa wyborczego wśród poza szlachtą polską płci męskiej); pisze także, że „potencjału edukacji historycznej można się dopatrzyć w mnogości elementów kultury materialnej (rodzaje broni, zbroi, koni, trunków, ubrań, budowli gospodarczych), społecznej (grupy społeczne i zawodowe, wydarzenia polityczne i towarzyskie) oraz wojskowej (nazwy i cechy formacji militarnych), a także w obecności postaci historycznych”. Poza elementami związanymi bezpośrednią z grą, popularyzacja kultury sarmackiej odbywa się przez organizację wydarzeń towarzyszących turniejom Veta! takich jak konkursy wiedzy o kulturze sarmackiej czy używanie kostiumów historycznych (patrz cosplay, rekonstrukcja historyczna).
Gra jest uważana za pierwszą w pełni polską kolekcjonerską grę karcianą, tj. opracowaną w Polsce i niewykorzystującą zagranicznych motywów (pierwszą karcianką w języku polskim był wydany w 1995 szwedzki Doomtrooper; w 2002 ukazała się także gra Thorgal: Kolekcjonerska Gra Karciana, opracowana w Polsce, ale na licencji od belgijskiego wydawcy komiksu).

## Odbiór
W 2009 dla czasopisma „Rebel Times” grę zrecenzował Mateusz Nowak. Ocenił ją pozytywnie (8/9 na 10), chwaląc „wykonane solidnie i estetycznie”, dopracowane zasady, klimat i „przyjemność” rozgrywki, a także cenę; skrytykował jednak słabą instrukcję, pisząc, że nauka gry wymaga nieraz „żmudnego szukania informacji w Internecie”. W tym samym roku recenzent serwisu Poltergeist (polter.pl) pochwalił grę za przystępną cenę, klimat oraz walory edukacyjne i polecił ją „wszystkim, którzy lubią dobrą zabawę i ostrą rywalizację”, oceniając ja na 9.5.
W 2011 dla fanzinu Esensja grę pozytywnie oceniła Justyna Lenda, chwaląc ją za tło historyczne, humor i „soczystą rozgrywkę, pełną dynamizmu, możliwości i zwrotów akcji”.
W 2012 dla serwisu Histmag grę zrecenzował pozytywnie Przemysław Mrówka, pisząc, że jest to pozycja „ciekawa, barwna, wciągająca, osadzona w realiach historycznych, nawiązująca do sienkiewiczowskiej trylogii”.